# Anders Fredrik Sondén
Anders Fredrik Sondén, född den 26 januari 1807 i Landeryds socken, Östergötland, död den 29 maj 1885 i Skara, var en svensk präst, skriftställare och politiker. Han var domprost i Skara domkyrkoförsamling och var en av ledamöterna i prästeståndet för Skara stift vid ståndsriksdagen 1865–1866.
Sondén blev  1824 student vid Uppsala universitet, 1833 filosofie magister och 1835 lektor i matematik vid Linköpings gymnasium samt erhöll 1846, efter att 1837 ha blivit prästvigd, Skeda pastorat som prebende. 1840-41 och 1844-47 var han rektor vid nämnda läroverk. 1856 utnämndes han till kyrkoherde i Kvillinge och 1864 till domprost i Skara. 1868, vid Lunds universitets jubelfest, promoverades han till teologie doktor. 
Sondén var ledamot av prästeståndet under de fem sista ståndsriksdagarna. Genom motion vid 1856 års riksdag bidrog han kraftigt till omorganisationen av Gymnastiska centralinstitutet, och 1866 var han en av ståndets mest avgjorda anhängare av representationsreformen. Som ledamot av de tre första  kyrkomötena representerade han Skara stift. 
Sondén arbetade från 1847 i den kommitté, som hade att uppgöra förslag tili en förbättring i allmänna läroverkens organisation, och var 1872-73 ordförande i kommittén för pensioneringen av änkor och barn efter präster och elementarlärare. Scm skriftställare var han mycket verksam. Utom en Lärobok i bibliska historien (flera upplagor) skrev han broschyrer och tidningsartiklar rörande kyrkliga frågor, fattigvården, brännvinslagstiftningen med mera.
Anders Fredrik Sondén var son till prosten och kyrkoherden Johan Adolf Sondén och Anna Katarina Kernell, samt bror till Per Adolf och Carl Ulrik Sondén. Via sin moster var han kusin till Per Daniel Amadeus Atterbom. Han var far till Mårten, Per och Klas Sondén